# Estació de trens de Roodt
L'Estació de trens de Roodt (en luxemburguès: Gare Rued; en francès: Gare de Roodt, en alemany: Bahnhof Roodt) és una estació de trens que es troba a Roodt-sur-Syre al sud de Luxemburg. La companyia estatal propietària és Chemins de Fer Luxembourgeois. L'estació està situada en el ramal ferroviari de la línia 30 CFL, que connecta la ciutat de Luxemburg amb l'est del país i amb Trèveris.

## Servei
Roodt rep els serveis ferroviaris pels trens de Regionalbahn (RB) amb relació a la línia 30 CFL entre Ciutat de Luxemburg i Wasserbillig.